# Albertine-Elisabeth Paterová
Albertine-Elisabeth Paterová (30. října 1742 – 24. prosince 1805) byla nizozemská a francouzská aristokratka a špionka. Byla známá hlavně jako tajná milenka francouzského krále Ludvíka XV.

## Život
Albertine byla dcerou nizozemského barona Johanna Gisberta von Neukirchena (1705-1792) a Margriet van Wijhe (1714-?). V roce 1760 byla provdána za nizozemského bankéře Gerharda Patera. V roce 1763 byla od svého muže oddělena a usadila se v Paříži pod falešným jménem a titulem baronka de Nieukerque. Po svolení a dědictví po svém muži získala do svého vlastnictví mnoho diamantových dolů a otrockých plantáží v nizozemském Surinamu. Byla tak velmi bohatá.
V Paříži se stala milenkou ministra Étienna Françoise, vévody de Choiseul, který spolupracoval s Emmanuelem Armandem de Vignerot, vévodou d'Aiguillon, jehož cílem bylo odříznout od politické moci Madame du Barry, milenku francouzského krále Ludvíka XV. Emmanuel se snažil vytvořit milenecký poměr mezi králem a Albertine a roznesl pomluvu, že se s ní král tajně oženil. Tento pokus selhal, avšak přitáhl velkou pozornost, z této doby bylo dochováno mnoho dopisů.
V roce 1779 se znovu provdala za Louise-Quentina de Richebourga, markýze de Champcenetz. Díky přátelství s Diane de Polignac se dostala do úzkého kruhu přátel Marie Antoinetty. Po Velké Francouzské revoluci v roce 1789 emigrovala. V roce 1791 se však do Francie vrátila.
Během Jakobínského teroru byla zatčena a uvězněna za kontrarevoluční činnost, avšak byla propuštěna po pádu Robespierra. Po propuštění přestala působit jako agentka a finanční poradkyně francouzských exulantů. Spolu s manželem byla vyhoštěna do exilu v roce 1803.